# Tiruchirappalli
Tiruchirappalli (Tamil: திருச்சிராப்பள்ளி Tiruccirāppaḷḷi [ˈt̪iɾɯtːʃiɾaːpːaɭːi]; es existieren mehrere abweichende Schreibweisen in der lateinischen Schrift), früher engl. Trichinopoly, kurz auch Tiruchi oder Trichy, ist eine Stadt im südindischen Bundesstaat Tamil Nadu. Am Ufer des Kaveri-Flusses gelegen, ist Tiruchirappalli mit rund 850.000 Einwohnern (Volkszählung 2011) die viertgrößte Stadt Tamil Nadus. Tiruchirappalli ist ein wichtiger Industriestandort, Universitätsstadt und Verwaltungssitz des Distrikts Tiruchirappalli. Hauptsehenswürdigkeit der Stadt ist das Rock Fort, eine Festungsanlage auf einem steilen Felsen im Herzen der Stadt. In unmittelbarer Nachbarschaft befindet sich auf einer Flussinsel im Kaveri die Tempelstadt Srirangam mit dem Ranganathaswami-Tempel, einem der wichtigsten Hindu-Heiligtümer Tamil Nadus.

## Geografie

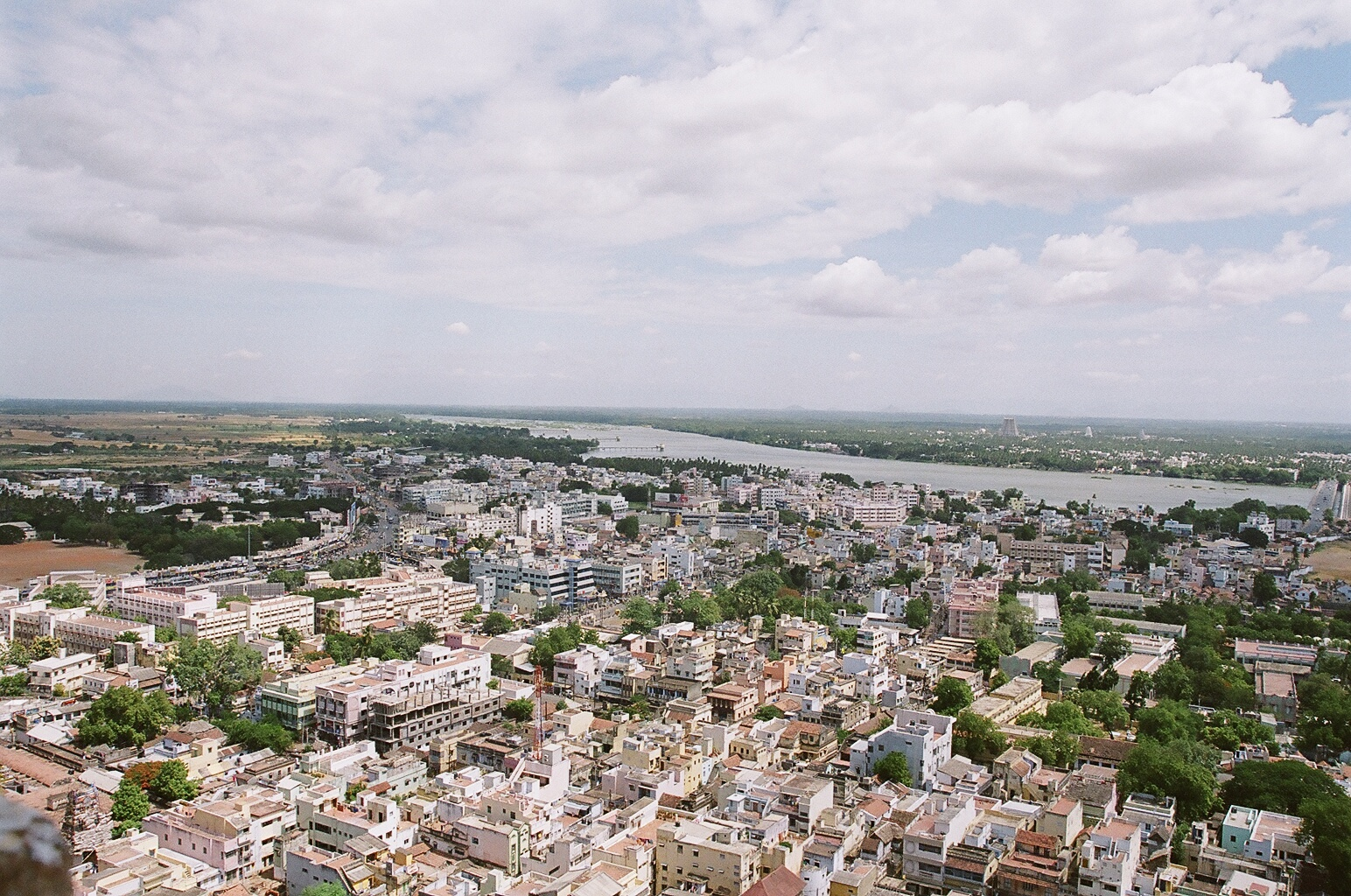
Blick vom Rock-Fort auf Tiruchirappalli, den Kaveri-Fluss und die Srirangam-Insel

Tiruchirappalli liegt im Zentrum Tamil Nadus 320 Kilometer südwestlich von Chennai (Madras), der Hauptstadt des Bundesstaates. Die Stadt ist Verwaltungssitz des Distrikts Tiruchirappalli. Durch Tiruchirappalli fließt der Fluss Kaveri (Cauvery), der wichtigste Strom Tamil Nadus. Bei Tiruchirappalli teilt sich die Kaveri in zwei Arme, von denen der nördliche Kollidam (Coleroon) genannt wird und der südliche den Namen Kaveri behält. Östlich von Tiruchirappalli verzweigt sich der Fluss weiter in ein breit gefächertes Mündungsdelta.
Das Gebiet der Stadtgemeinde Tiruchirappalli (Tiruchirappalli Corporation) umfasst 146,7 Quadratkilometer und lässt sich in drei Bereiche gliedern: Die Altstadt von Tiruchirappalli erstreckt sich am Südufer der Kaveri zu Füßen des 83 Meter hohen steilen Felsens, auf dem das Rock Fort gebaut ist. Südlich der dicht bebauten Altstadt befindet sich die während der britischen Kolonialzeit angelegte Neustadt (Cantonment area). Im Norden liegt die Srirangam-Insel, eine zwischen Kaveri und Kollidam gelegene Flussinsel, mit den Tempelstädten Srirangam und Tiruvanaikkaval, die verwaltungsmäßig ebenfalls zu Tiruchirappalli gehören.
|                       | Jan  | Feb  | Mär  | Apr  | Mai   | Jun   | Jul   | Aug   | Sep   | Okt   | Nov   | Dez  |   |         |
| Mittl. Tagesmax. (°C) | 30,3 | 30,9 | 32,2 | 33,1 | 32,8  | 30,5  | 29,9  | 30,1  | 30,0  | 30,5  | 30,4  | 30,7 | ⌀ | 30,9    |
| Mittl. Tagesmin. (°C) | 24,4 | 24,8 | 25,5 | 26,3 | 26,4  | 24,9  | 24,3  | 24,9  | 24,7  | 24,7  | 24,1  | 24,0 | ⌀ | 24,9    |
|                       |      |      |      |      |       |       |       |       |       |       |       |      |   |         |
| Niederschlag (mm)     | 10,5 | 2,4  | 6,0  | 25,9 | 130,4 | 401,7 | 486,1 | 238,6 | 182,2 | 166,5 | 129,8 | 90,2 | Σ | 1.870,3 |
|                       |      |      |      |      |       |       |       |       |       |       |       |      |   |         |
| Regentage (d)         | 2,2  | 1    | 1,2  | 2,8  | 5     | 3,9   | 5,6   | 6,9   | 10,6  | 12,7  | 10,8  | 7,7  | Σ | 70,4    |

| 24,4 |

| 24,8 |

| 25,5 |

| 26,3 |

| 26,4 |

| 24,9 |

| 24,3 |

| 24,9 |

| 24,7 |

| 24,7 |

| 24,1 |

| 24,0 |

| 24,4 |

| 24,8 |

| 25,5 |

| 26,3 |

| 26,4 |

| 24,9 |

| 24,3 |

| 24,9 |

| 24,7 |

| 24,7 |

| 24,1 |

| 24,0 |

## Geschichte

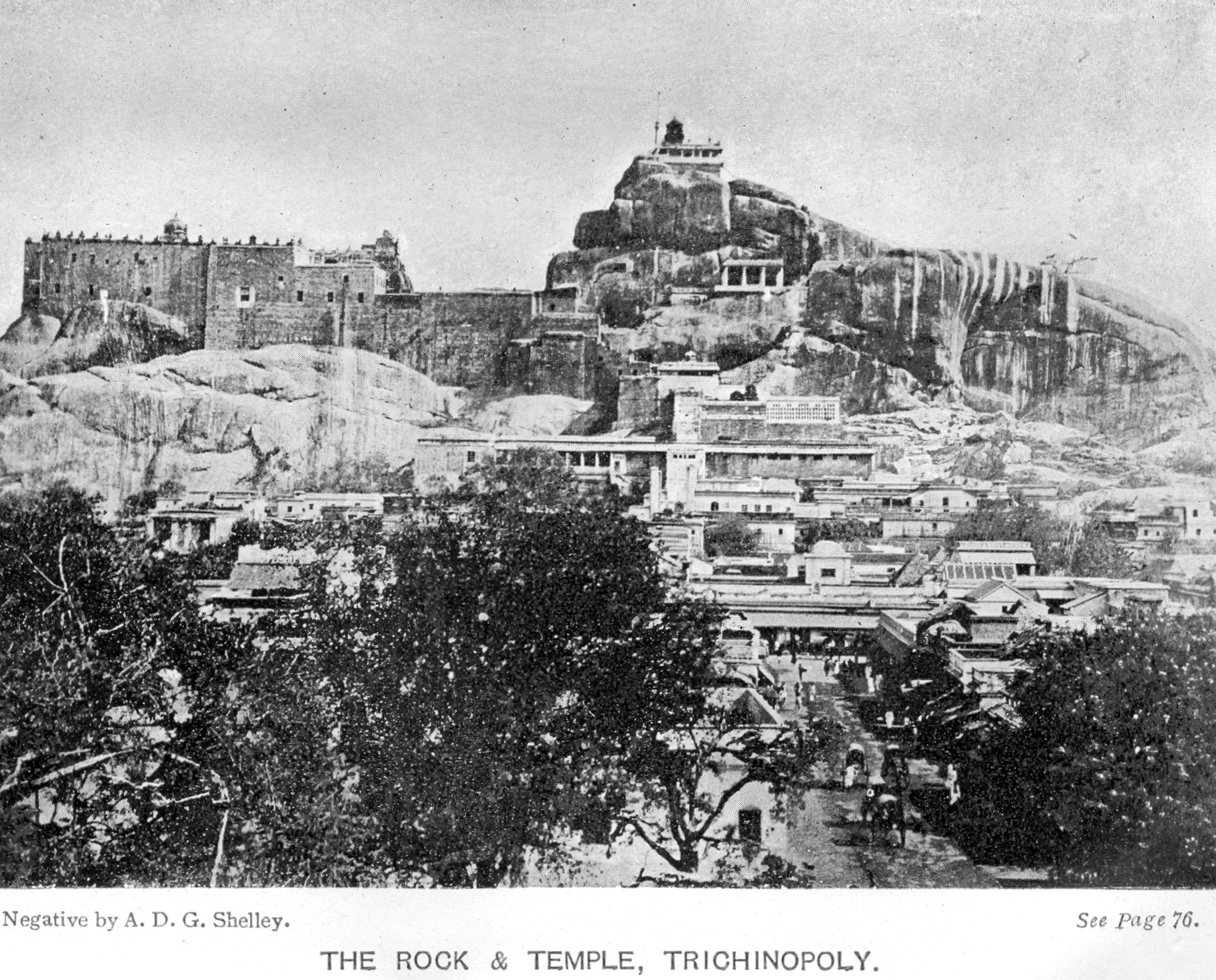
Blick auf das Rock Fort und Tiruchirappalli im Jahr 1913

Uraiyur, heute ein Vorort Tiruchirappallis, war die Hauptstadt der frühen Chola-Herrscher. Es wurde im 3. Jahrhundert v. Chr. in den Ashoka-Inschriften und im 2. Jahrhundert n. Chr. vom griechischen Geographen Claudius Ptolemäus als Orthura (Ὄρθουρα) erwähnt. Nach der Invasion der Kalabhra verschwand die Chola-Dynastie im 3. Jahrhundert in der Versenkung. Im 9. Jahrhundert schwangen sich die Chola, nun von Thanjavur aus, wieder zum mächtigsten Reich Südindiens auf und beherrschten auch die Gegend von Tiruchirappalli. Nach dem Niedergang der Chola im 13. Jahrhundert wurde das Gebiet von den Hoysala, dann den Pandya von Madurai und dem kurzlebigen Sultanat von Madurai kontrolliert, ehe es um 1372 unter die Herrschaft des Vijayanagara-Reichs kam. Nach dem Niedergang Vijayanagars kam Tiruchirappalli im 16. Jahrhundert unter die Kontrolle der Nayaks von Madurai, die von den Vijayanagar-Herrschern als Militärstatthalter eingesetzt worden waren und nun das entstandene Machtvakuum füllten (siehe Nayak-Dynastien).
Während der Nayak-Herrschaft entstand die Festung von Tiruchirappalli. Die Stadt entwickelte sich zu einem der Zentren des Nayak-Reiches und war von 1616 bis 1634 und erneut von 1665 bis 1736 sogar die Hauptstadt der Nayak-Herrscher. In den Wirren, die dem Ende der Nayak-Dynastie im Jahr 1736 folgten, kam Tiruchirappalli unter die Herrschaft der Nawabs von Arcot. In den Karnatischen Kriegen, in denen Großbritannien und Frankreich um die Vorherrschaft in Südindien rangen, wurde das Fort von Tiruchirappalli zwischen 1751 und 1759 mehrfach von den Franzosen und ihren Verbündeten belagert. Im Pariser Frieden 1763, der den französischen Ambitionen in Indien ein Ende setzte, wurde Tiruchirappalli aber den Nawabs von Arcot zugesprochen. 1801 trat der Nawab seine Besitzungen an die Briten ab, und so wurde auch Tiruchirappalli in Britisch-Indien eingegliedert. Nach der indischen Unabhängigkeit 1947 kam Tiruchirappalli zum Bundesstaat Madras, der 1969 in Tamil Nadu umbenannt wurde.

## Bevölkerung
Nach der Volkszählung 2011 hat Tiruchirappalli 846.915 Einwohner. Damit ist Tiruchirappalli nach Chennai, Coimbatore und Madurai die viertgrößte Stadt Tamil Nadus. Die Bevölkerungsentwicklung ist konstant ansteigend. Zwischen 2001 und 2011 wuchs die Einwohnerzahl Tiruchirappallis um 13 Prozent.
74 Prozent der Einwohner Tiruchirappallis sind Hindus, 15 Prozent sind Muslime und 11 Prozent Christen (Volkszählung 2011). Die Stadt ist Sitz des römisch-katholischen Bistums Tiruchirappalli, des Bistums Trichy-Tanjore der anglikanischen Church of South India und des Bischofs von Tranquebar der Tamil Evangelical Lutheran Church.
Die Hauptsprache in Tiruchirappalli ist, wie in ganz Tamil Nadu, das Tamil, das nach der Volkszählung 2001 von 89 Prozent der Bevölkerung als Muttersprache gesprochen wird. 5 Prozent sprechen Telugu, 4 Prozent Urdu und 2 Prozent übrige Sprachen.

## Kultur und Sehenswürdigkeiten

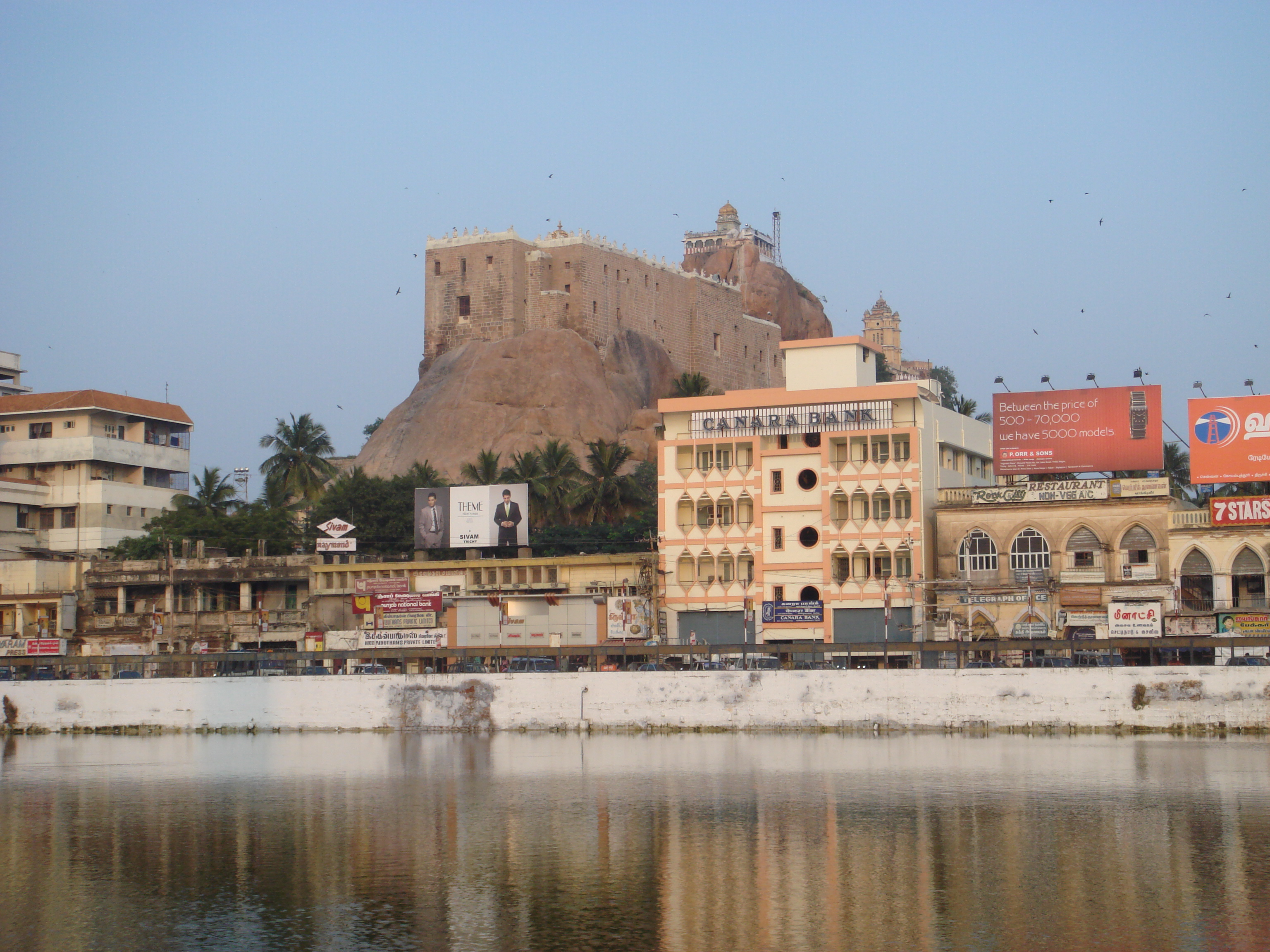
Das Rock Fort in Tiruchirappalli

Die Hauptsehenswürdigkeit von Tiruchirappalli-Stadt ist das Rock Fort, eine Festungsanlage auf dem steilen 83 Meter hohen Felsen, zu dessen Füßen sich die Altstadt von Tiruchirappalli erstreckt. Das Fort entstand in seiner heutigen Form während der Nayak-Zeit im 17. Jahrhundert. Seine Ursprünge gehen aber weiter in die Vergangenheit zurück, wie zwei Höhlentempel aus der Pallava-Zeit des 6. Jahrhunderts zeigt. Der dem Gott Shiva geweihte Thayumanavaswami-Tempel auf halber Höhe des Felsens wurde im 7. Jahrhundert vom Dichterheiligen Sambandar besungen. Damit gehört er zu den heilgen Orten des tamilischen Shivaismus (Padal Petra Sthalam). Auf der Spitze des Felssporns befindet sich ferner der dem Gott Ganesha geweihte Uchi-Pillayar-Tempel. 437 Treppen führen auf den Gipfel, von wo sich eine weite Aussicht auf Tiruchirappalli und über den Kaveri-Fluss hinweg auf den Tempel von Srirangam bietet.

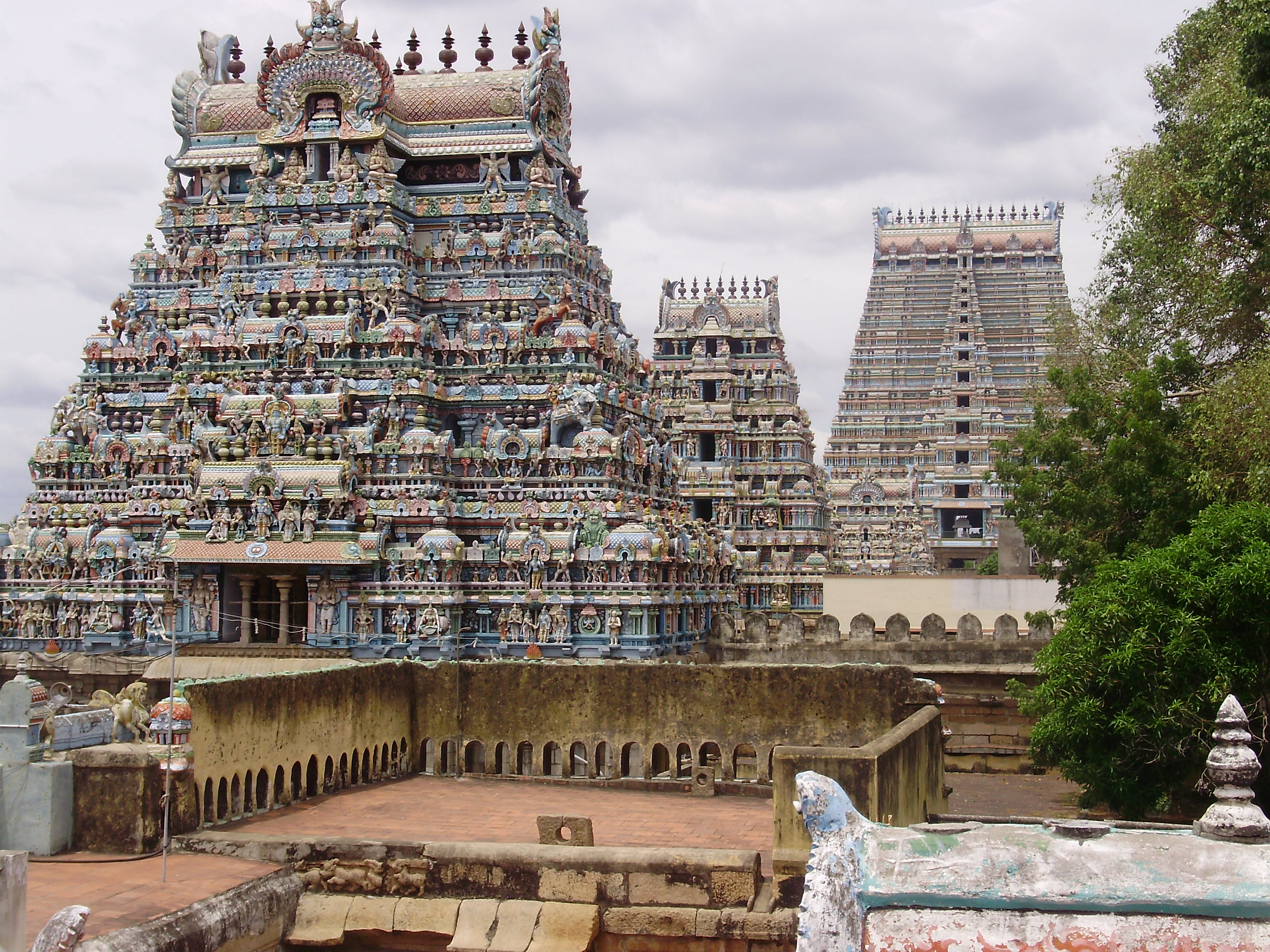
Gopurams des Tempels von Srirangam

Auf der gegenüberliegenden Flussseite liegt auf einer Flussinsel die Tempelstadt Srirangam. Der dem Gott Vishnu geweihte Ranganathaswami-Tempel von Srirangam ist das wichtigste unter den vishnuitischen Heiligtümern (Divya Desams) in Tamil Nadu. Er ist zudem ein herausragendes Beispiel für den dravidischen Tempelbaustil. Der Tempelkomplex umfasst eine Fläche 960 × 825 Metern; ihn umschließen sieben konzentrische Mauerringe mit 21 Gopurams (Tortürmen), der höchste von ihnen 73 Meter hoch. Das eigentliche Heiligtum befindet sich im Bereich zwischen den vier innersten Mauerringen, die äußeren Bereiche bilden ein hauptsächlich von vishnuitischen Brahmanen bewohntes Stadtviertel mit Straßen, Wohnhäusern und Geschäften. Damit ist Srirangam das Idealbeispiel einer südindischen Tempelstadt. Ebenfalls auf der Srirangam-Insel befindet sich in Tiruvanaikkaval mit dem Shiva geweihten Jambukeshwara-Tempel auch ein wichtiges shivaitisches Heiligtum.

## Wirtschaft, Bildung und Infrastruktur

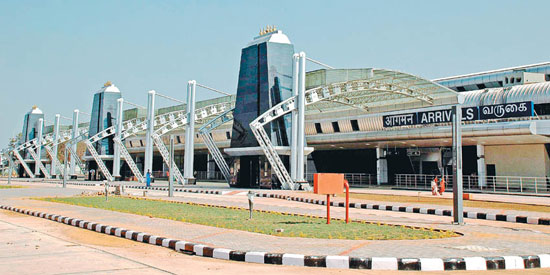
Der Flughafen Tiruchirapalli

Tiruchirappalli ist ein wichtiger Industriestandort. In der Stadt befinden sich eine metallverarbeitende Fabrik der Bharat Heavy Electricals, die industrielle Dampfkessel herstellt, ein Lokomotivenwerk der Golden Rock Locomotive Workshops, eine chemische Fabrik der Trichy Distilleries and Chemicals Limited, ein Stahlwerk der Trichy Steel Rolling Mills sowie seit 2010 ein IT-Park. Am Ort ist auch die indische Ordnance Factory Tiruchirapalli (OFT) ansässig. Sie fertigt u. a. das südafrikanische Anti-Materiel Rifle Denel NTW-20 als Vidhwansak in Lizenz.
Im Bildungsbereich ist Tiruchirappalli Standort einer Universität und einer technischen Hochschule. Die Bharatidasan University wurde 1982 in öffentlicher Trägerschaft gegründet. Das National Institute of Technology, Tiruchirappalli gehört zum Netzwerk der 30 nationalen technischen Hochschulen (National Institutes of Technology), die von der indischen Zentralregierung unterhalten werden. Ferner befinden sich in Tiruchirappalli zahlreiche Colleges, von denen das 1844 von Jesuiten gegründete St. Joseph’s College das traditionsreichste ist.
Tiruchirappalli verfügt über eine gute Verkehrsanbindung. Die im Zentrum Tamil Nadus gelegene Stadt ist Kreuzungspunkt zahlreicher Fernstraßen: Durch Tiruchirappalli führen der National Highway 45, der als wichtigste Nord-Süd-Verbindung Tamil Nadus von Chennai nach Theni führt, sowie der in Ost-Richtung verlaufende National Highway 67 von Gundlupet nach Nagapattinam; Außerdem ist die Stadt Ausgangspunkt des National Highway 45B nach Thoothukudi, des National Highway 210 nach Ramanathapuram und des National Highway 227 nach Chidambaram. Vom Bahnhof Tiruchirappalli (Tiruchirappalli Junction) bestehen zahlreiche Zugverbindungen in alle wichtigen Städte Indiens. Mit dem Flughafen Tiruchirapalli verfügt Tiruchirappalli über einen eigenen Flughafen. Neben innerindischen Flügen bestehen regelmäßige Verbindungen nach Sri Lanka und in die Golfstaaten.

## Persönlichkeiten

### Geboren in Tiruchirappalli
- C. V. Raman (1888–1970), Physiker und Nobelpreisträger
- Thomas Roch Agniswami (1891–1974), Bischof von Kottar
- Pablo Mariaselvam SDB (1897–1954), Bischof von Vellore
- Stan Swamy (1937–2021), Jesuit und Menschenrechtsaktivist
- T. Sankaran (* 1942), Perkussionist
- Prabhu Edouard (* 1969), Perkussionist
- Sheila Arnold (* 1970), Konzertpianistin
- Vidya Pillai (* 1977), Snookerspielerin; elffache Siegerin in zwei Disziplinen der indischen Snooker-Meisterschaft
- Gomathi Marimuthu (* 1989), Leichtathletin
- Arokia Rajiv (* 1991), Leichtathlet
- Subha Venkatesan (* 1999), Sprinterin
- Preity Mukhundhan (* 2001), Schauspielerin

### Arbeit in Tiruchirappalli
- Christian Friedrich Schwartz (1726–1798), Missionar
- Paul Gäbler (1901–1972), Missionar vom Leipziger Missionswerk